# Sidama
Sidama (amharski : ሲዳማ) su kušitski narod koji tradicionalno naseljava regiju Sidama, koja je do 2019. bila dijelom Regije Južnih naroda, narodnosti i etničkih grupa (SNNPR) u Etiopiji. Dana 23. studenog 2019. zona Sidama postala je deseta regionalna država u Etiopiji nakon referenduma u cijeloj zoni. Sidame govore Sidamo, jezik kušitske grane obitelji afroazijskih jezika. Unatoč velikom broju, Sidame do 2019. nisu imali zasebnu etničku regionalnu državu sve dok kontinuirani protesti nisu rezultirali prijedlogom koji je naknadno potvrđen na referenduma u studenom 2019. godine.
Sidama su sačuvali svoju kulturnu baštinu, uključujući svoju tradicionalnu religiju i jezik, sve do kasnih 1880-ih za vrijeme osvajanja cara Menelika II. Prije toga, Sidame su imali svoje dobro uspostavljene administrativne sustave koji datiraju barem od 9. stoljeća, iako su bili sastavljeni od labave koalicije Sidamskih kraljevstava. Ta su se kraljevstva proširila na područje Gibe. Kao rezultat marginalizacije i budući da jezik nema svoju abecedu, o pitanjima Sidama napisano je vrlo malo. Mnogi nisu mogli pohađati školu sve dok Derg nije došao na vlast 1975. godine. 

## Demografija
Sidama ima oko 8,8 milijuna (4,01% stanovništva Etiopije), od kojih 149,480 žive u gradovima. Peta su najbrojnija etnička skupina u Etiopiji. Njihov se jezik zove Sidaamu-afoo, što je prema nacionalnom popisu stanovništva iz 1994. godine bilo materinskog jezika njih 99,5%. Prema jednom izvoru, većina Sidama prakticira svoja tradicionalna vjerovanja, a tek u šezdesetim godinama prošlog stoljeća, kada su europski misionari došli u njihovu regiju, su počeli napuštati tu vjeru. Međutim, prema nacionalnom popisu stanovništva iz 1994., samo 14,9% prakticira tradicionalna vjerovanja, dok je većina (66,8%) protestanti, 7,7% muslimani, 4,6% katolika, a 2,3% prakticira etiopsko pravoslavno kršćanstvo.

## Uprava i politika

### Pan-rogizam
Tijekom 20. i 21. stoljeća bilježi se sve veći pomak prema integraciji među Kušitima, uključujući spajanje jezika, kulturnih institucija i geopolitičkih okvira, što je jedan analitičar nazvao pan-rogizmom (eng. pan-hornism) .

### Regija Sidama
Danas na području Sidama postoji mnoštvo škola i odgovarajućih zdravstvenih usluga, iako su osnovni, srednji, pripremni i mnogi fakulteti i sveučilišno obrazovanje narasli. Unutar Regije Južnih naroda, narodnosti i etničkih grupa u Etiopiji nalazi se administrativna zona Sidama, koja je nakon referenduma u studenom 2019. godine postala je nova, 10. etiopska regionalna država.

## Ekonomija
Gotovo 90% Sidama živi životom usredotočenim na poljoprivredu. Važna glavna hrana je biljka wesse ili lažna banana. Uzgajaju se i druge kulture, ačesto se uzgaja stoka, čije posjedovanje je snažna kulturna tradicija. Vjerojatno najvažniji izvor prihoda kava, a "chat" ili stabla khat su također glavni izvor prihoda. Područje Sidama daje značajan je doprinos proizvodnji kave, sudjelujući visokim postotkom u izvozu kave za središnju vladu, po značaju odmah iza regije Oromia. Zemljoradnike Sidama pogodila je glad uzrokovana padom cijena kave na svjetskom tržištu, unatoč činjenici da popularni lanac Starbucks većinu svojih proizvoda od kave tenelji na kavi iz ove regije.

## Religija i vjerovanja
Među Sidamama se javlja opsjednuće. Antropolozi Irene i John Hamer postulirali su da je posjedovanje duha oblik kompenzacije za siromaštvo u društvu Sidama. Većina opsjednutih su žene čiji duhovi zahtijevaju luksuznu robu da bi ublažili svoje stanje, ali mogu biti i opsjednuti i muškarci. Opsjednute osobe oba spola mogu postati iscjelitelji zbog svog stanja. Hamer i Hamer (1966) sugeriraju da je to oblik kompenzacije među siromašnim muškarcima u duboko kompetitivnom društvu Sidama, jer ako čovjek ne može steći ugled kao govornik, ratnik ili zemljoradnik, ipak može steći ugled kao duh iscjelitelj. Žene se ponekad optužuju za lažno opsjednuće, ali muškarci nikad.

## Vanjske poveznice
- sidama.org